# 라데팡스
라데팡스(프랑스어: La Défense)는 프랑스의 수도인 파리의 중심가의 루브르 박물관과 개선문을 중심축으로 도심에서 8km 떨어진 지점에 위치한 센 강변에 조성된 파리의 부도심이다. 단 행정 구역 상으로는 파리가 아닌 쿠르브부아(Courbevoie), 퓌토(Puteaux), 뇌이쉬르센(Neuilly-Sur-Seine)에 속한다.
프랑스의 대통령인 미테랑과 파리 당국 등 자치단체로 구성된 라데팡스 개발위원회가 1958년부터 30여년에 걸친 장기 개발구상을 마련한 것을 시작으로, 1990년대에는 대부분의 공사를 마무리했다. 라데팡스는 46만평의 땅 위에 첨단업무, 상업, 판매, 주거시설이 고층·고밀도로 들어섰고 고속도로, 지하철, 일반도로 등은 지하로 배치해 도심의 혼잡이 거의 없다.
유명한 건축물로는 그랑다르슈(프랑스어: Grande Arche)이 있으며 파리 도심과 지하철로 직결된다.

## 대표적인 건축물
- 그랑다르슈 - 프랑스 혁명 200주년을 기념해 1989년에 세워진 건물이다.
- 투르 아이요 - 1976년에 세워진 아파트이다.
- 악사(Tour AXA) - 세계적인 보험사인 악사의 본사 건물이다.
- 투르 소시에테 제네랄(Tour Société Générale) - 세계적인 금융그룹인 소시에테 제네랄의 본사 건물이다.
- 투르 토탈(Tour TOTAL) - 세계적인 석유, 가스 에너지 기업인 토탈 S.A.의 본사 건물이다.
- 투르 아레바(Tour AREVA) - 세계적인 원자력 기업인 아레바의 본사 건물이다.

## 같이 보기
- 파리 라데팡스 아레나